# Saint-Amans-Valtoret
Saint-Amans-Valtoret è un comune francese di 965 abitanti situato nel dipartimento del Tarn nella regione dell'Occitania.

## Storia

### Simboli
Lo stemma comunale si blasona:

## Società

### Evoluzione demografica
Abitanti censiti